# Dicladocera clarus
Dicladocera clarus är en tvåvingeart som först beskrevs av Ignaz Rudolph Schiner 1868.  Dicladocera clarus ingår i släktet Dicladocera och familjen bromsar. Inga underarter finns listade i Catalogue of Life.